# La Maison cernée
La Maison cernée (titre original : Det omringade huset) est un film suédois muet de Victor Sjöström, sorti en 1922.

## Fiche technique
- Titre du film : La Maison cernée
- Titre original : Det omringade huset
- Réalisation : Victor Sjöström
- Scénario : Ragnar Hyltén-Cavallius et Victor Sjöström d'après la pièce de Pierre Frondaie, La Maison cernée (1919)
- Son : Film muet
- Pays d'origine :  Suède
- Durée : 1heure 9 minutes
- Sortie : 23 octobre 1922

## Distribution
- Meggie Albanesi
- Uno Henning
- Ivan Hedqvist
- Richard Lund
- Victor Sjöström
- Wanda Rothgardt
- Axel Nilsson
- Hugo Björne
- Kurt Welin